# Cirque Jules-Verne
Il Cirque Jules-Verne si trova a Longueville ad Amiens. Costruito nel 1889 dall'architetto Émile Ricquier, fino al 2003 portava il nome di Circo Municipale di Amiens.
Il Cirque Jules-Verne è stato registrato come monumento storico dal 29 ottobre 1975 per le sue facciate e i tetti.

## Storia

### Le origini del progetto
La tradizione del circo di Amiens risale al 1845. A quel tempo, ogni anno, in occasione della Fiera di Saint-Jean, veniva eretto un edificio effimero fatto di assi che veniva poi smantellato. La Fiera si svolgeva sull'antico bastione di Longueville, che lo smantellamento delle fortificazioni aveva permesso di trasformare in una spianata.
Nel 1865 fu costituita una Società del Circo per incoraggiare il comune di Amiens a costruire un circo permanente, come aveva appena fatto la città di Reims.
Il sito della Place Longueville era stato definitivamente scelto, ma la città esitava dinanzi all'entità della spesa. Pertanto, nel 1874, decise di costruire un circo temporaneo in legno che fu faticosamente mantenuto fino al 1888.

### Costruzione del Circo municipale
L'idea di un circo permanente si materializzò nel 1887. L'impulso venne dato dal sindaco repubblicano di Amiens, Frédéric Petit, il quale venne attivamente sostenuto da Jules Verne, trasferitosi ad Amiens dal 1871 e futuro consigliere comunale. Troviamo traccia dell'amore dell'illustre scrittore per il circo in due romanzi che scrisse ad Amiens: Mathias Sandorf, nel 1883, e César Cascabel, nel 1889.
I progetti furono affidati a Émile Ricquier, architetto del dipartimento della Somme ed ex allievo di Gustave Eiffel. L'obiettivo era quello di consegnare il nuovo circo per la Foire de la Saint-Jean nel giugno 1889, vale a dire per il centenario della Rivoluzione francese, come ricordò Jules Verne nel suo discorso inaugurale. Oggi viene chiamato così, anche in onore di Jules Verne, senza il quale non sarebbe stato possibile realizzare questo progetto. Ci si riuscì grazie alla sua partecipazione e alla sua determinazione.
Le spese sostenute per la costruzione del circo si rivelarono colossali. Il costo dell'edificio fu di 815 630 franchi dell'epoca. L'importanza della spesa era legata principalmente alla scala monumentale del progetto e alla costosa opera di fondazione, resa necessaria dalla presenza dei resti dell'antico bastione e dal passaggio di una galleria ferroviaria sotto la piazza. A questo si aggiunse il desiderio di dotare il circo di illuminazione elettrica e riscaldamento centralizzato, entrambi alimentati da una macchina a vapore.
La domenica 23 giugno 1889 il Cirque venne inaugurato dal sindaco Frédéric Petit e da Jules Verne, che, in qualità di vicepresidente del 4° commissione competente per gli affari culturali, pronunciò il consueto discorso.
(Jules Verne (Estratto dal discorso d'inaugurazione)

### XX secolo

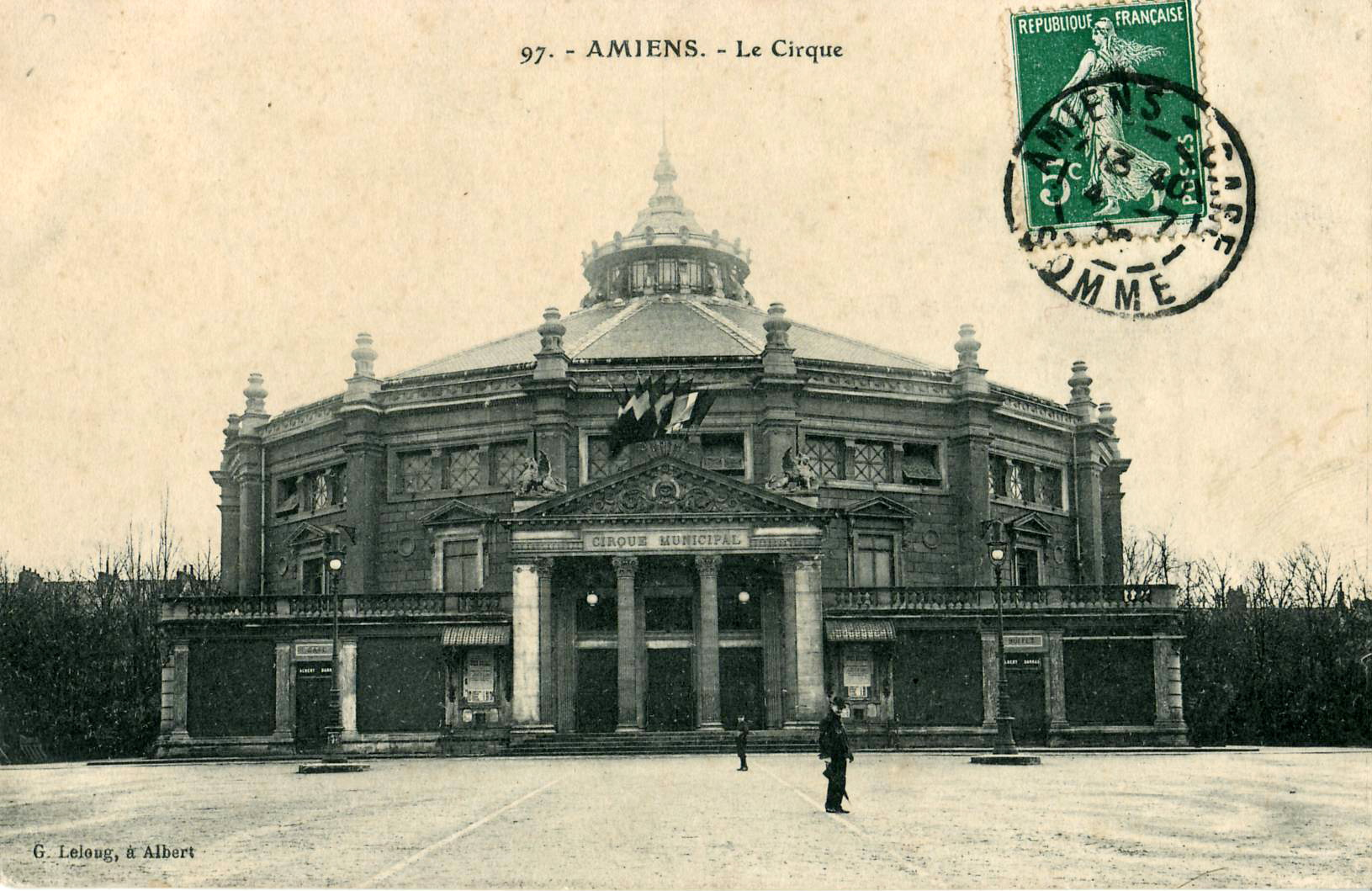
Il Circo intorno al 1906

Mentre molti circhi scomparvero nel corso del XX secolo in Francia, quello di Amiens è sopravvissuto ai rischi delle demolizioni e ai disastri delle guerre. Solo una granata, nel 1916, danneggiò il tetto e l'annesso bar, e provocò la scomparsa di una delle due tende da sole in ferro battuto che Émile Ricquier aveva messo sopra i banconi. Nel 1958, il camino, alto 35 metri, venne accorciato di 10 metri per motivi di sicurezza.
Conservata la sua struttura originale, il Circo ospitò le numerose attività per le quali era stato progettato. Fu allo stesso tempo circo, centro congressi, sala polivalente, sala convegni, sala per le feste, sala per proiezioni cinematografiche, impianto per gare di pugilato o wrestling, nonché sede di spettacoli di varietà. Vi si esibirono i più grandi nomi in pista e sul palco. Dal 1946 al 1951 fu ospite la società parigina degli spettacoli creata da Emile Audiffred e Roger Audiffred, che offrì programmi di qualità, con Les Clowns François e Albert Fratellini, Boulicot e Recordier, Grock, Lu e Tonio, Rhum ... e Radio Circus. Inoltre, la qualità della sua architettura e il suo fascino autentico hanno attirato grandi registri cinematografici che vennero a girare diverse scene dei loro film. È il caso di Federico Fellini per I clowns nel 1972, di Jean-Jacques Beineix per Roselyne et les Lions nel 1989 e di Nico Papatakis per Les équilibristes nel 1991.
Gli anni 1980 videro la creazione della Scuola di Circo di Amiens, con il sostegno di Annie Fratellini.

### Il Circo oggi

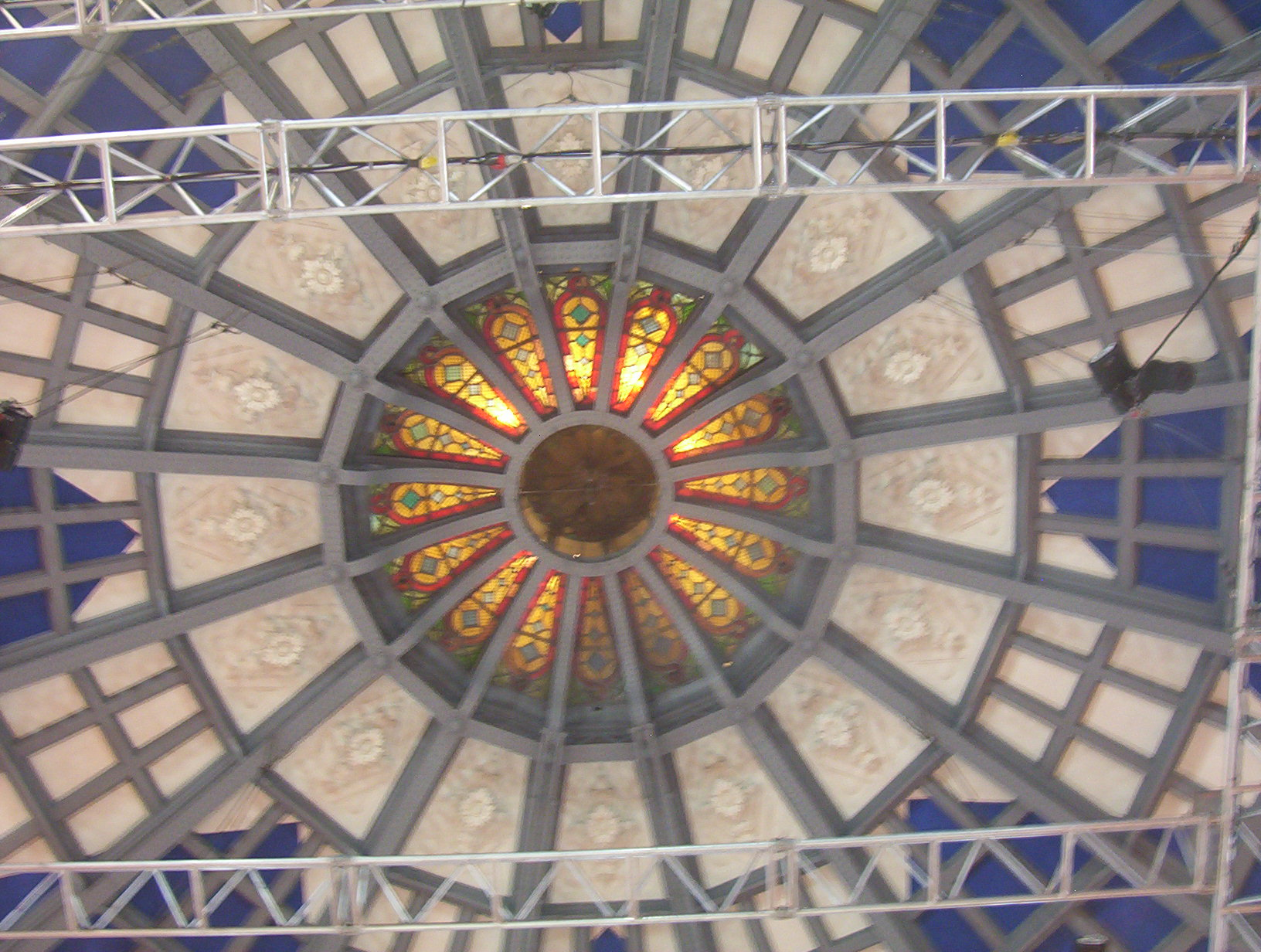
Il Duomo

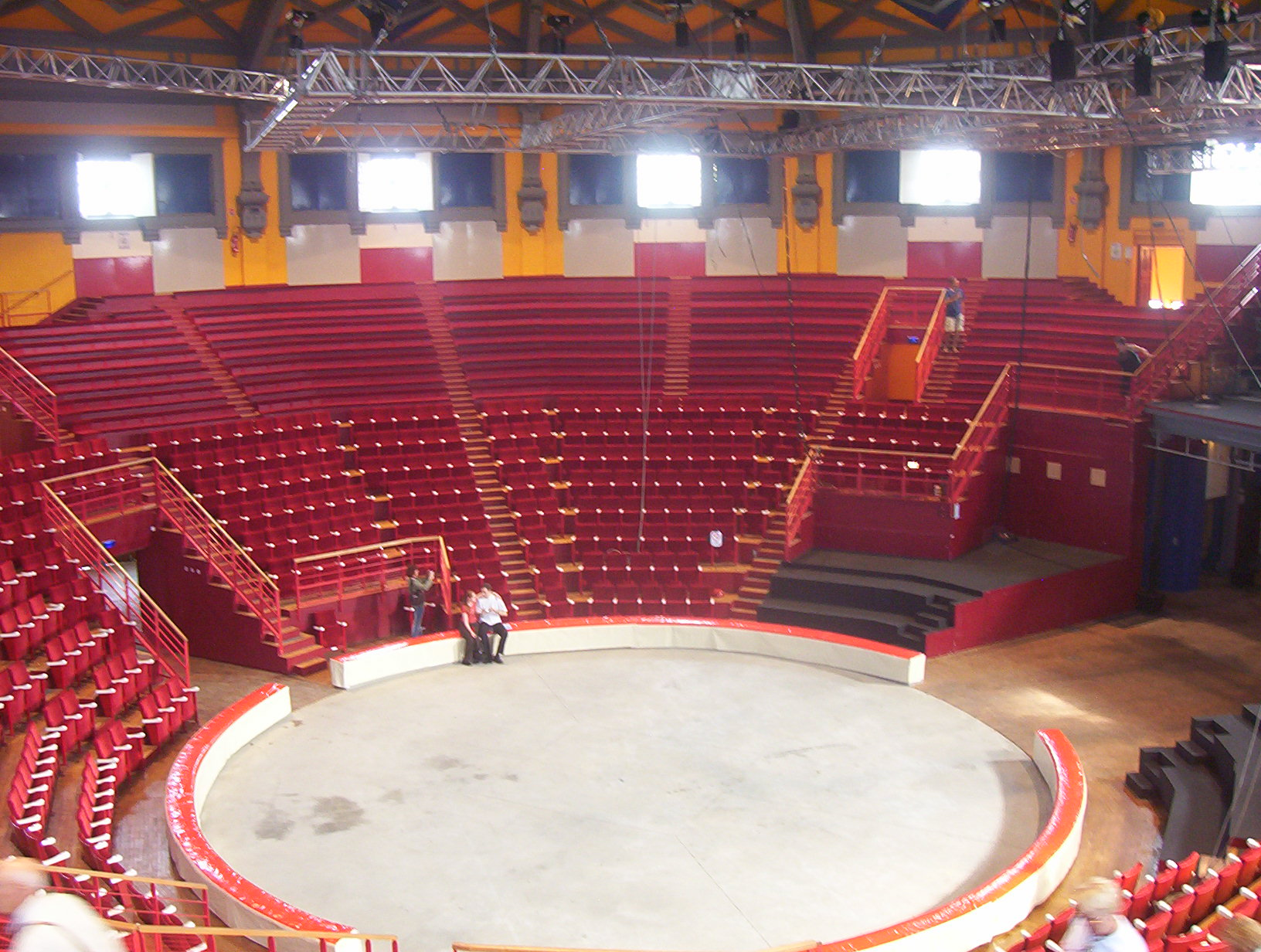
La pista

Consapevole del patrimonio e del valore culturale del suo circo municipale, la comunità dell'agglomerato di Amiens Métropole ha deciso di procedere, nel 2002-2003, con la ristrutturazione completa dell'edificio. Al restauro e pulitura delle facciate, effettuato nel 1992, è seguito un vasto programma di restauro degli spazi interni sotto la supervisione degli architetti Eric Dubosc, Marc Landowski e Michel Lefort, per un importo di 3,04 milioni di euro (di cui 0,6 da Amiens Métropole e altrettanto dalla regione).
Il Cirque è stato portato ai moderni standard di comfort, spazio e sicurezza, cercando di rispettare lo spirito originale del luogo. Se il numero dei posti è passato da 3 100 a 1 700 al termine dei lavori, i nuovi sedili più spaziosi restano rivestiti come in origine di velluto rosso mohair. Sono state ripristinate le vetrate del lucernario. Realizzata nell'ambito di una commissione pubblica, una composizione pittorica dell'artista austriaco Ernst Caramelle traccia ora sulla cupola una stella a otto punte che richiama volutamente la tela dei tendoni dei circensi itineranti .
Nel novembre 2003, il Cirque ha riaperto dopo un anno e mezzo di lavori di ristrutturazione. In questa occasione, l'edificio inaugurato da Jules Verne porta ora ufficialmente il suo nome. È stato inaugurato il Centro regionale delle arti circensi e la squadra responsabile del suo sviluppo si è trasferita nell'edificio. Il Cirque Arlette Gruss è direttamente associato a questa riapertura poiché vi presenta il suo nuovissimo spettacolo ed ha trasferito la sua sede ad Amiens.
Dal 2011, il Cirque Jules-Verne per le arti circensi, l'Hangar per le arti di strada e la Scuola di circo per la formazione sono stati uniti all'interno di un centro circense nazionale.

## Presentazione

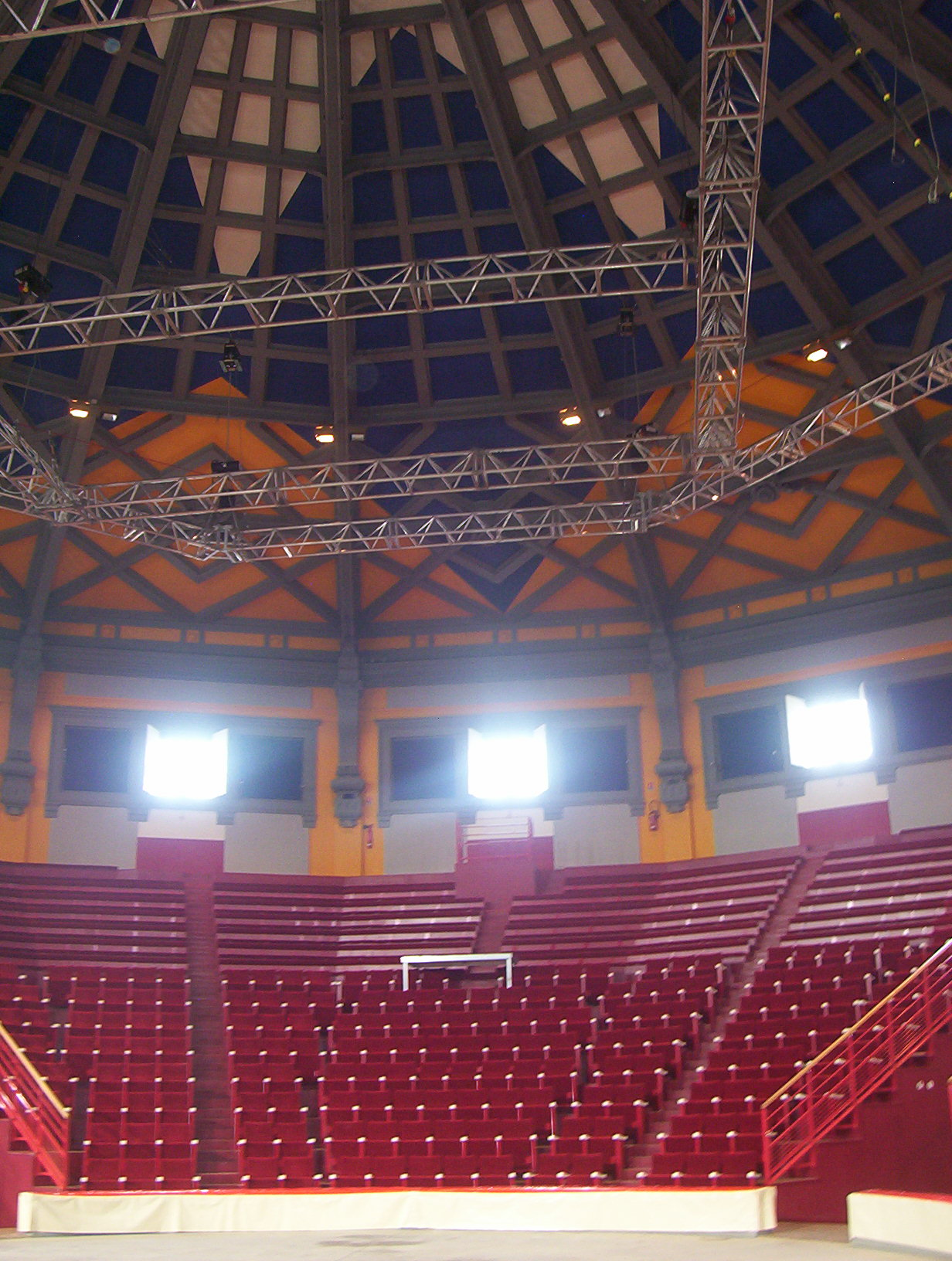
Gradinate

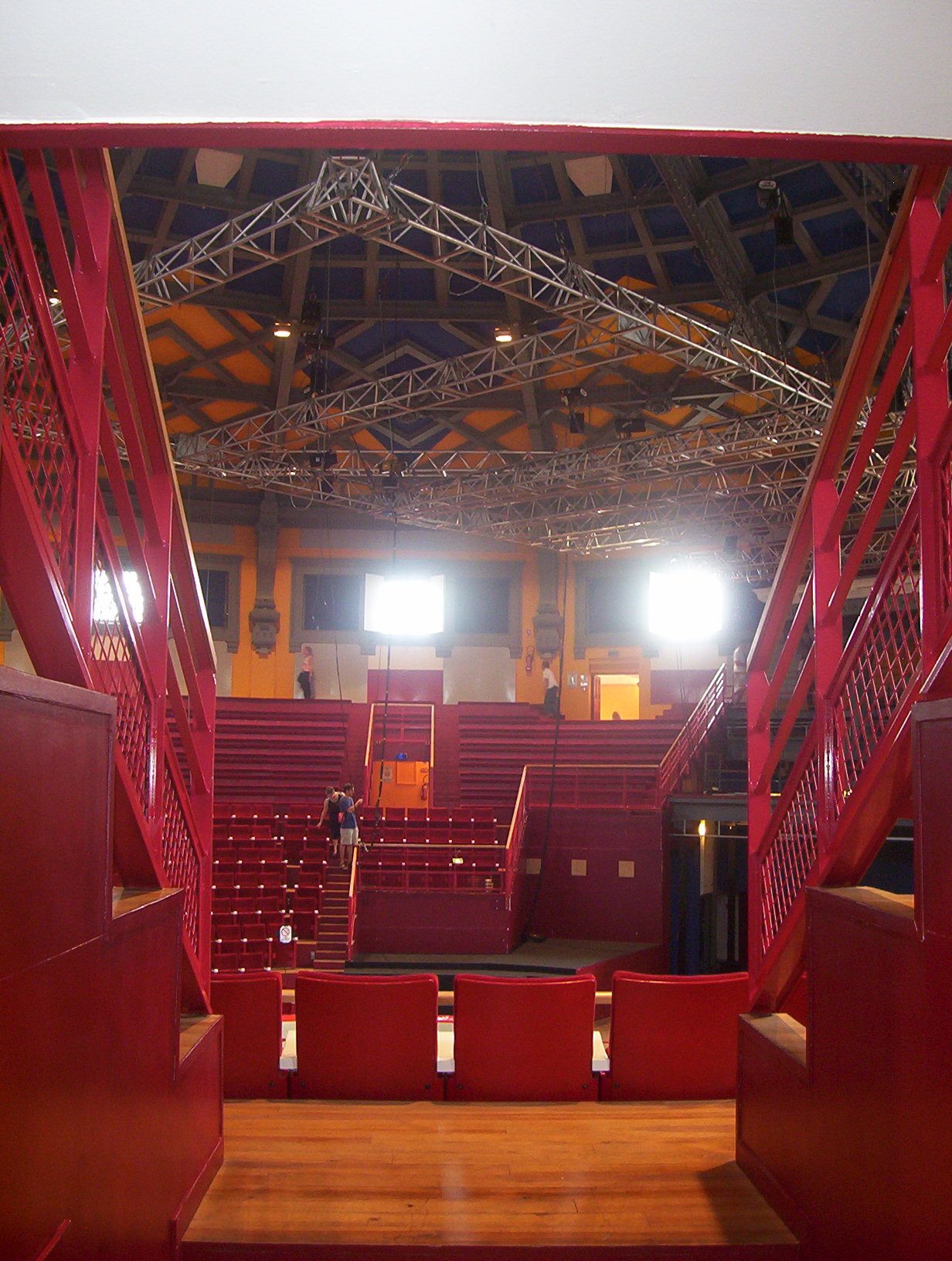
Ingresso alle tribune

Il più grande circo permanente di Francia, il Cirque Jules-Verne, ha 1 650 posti a sedere in forma circolare o 1 400 in modalità palcoscenico.
La sua pista ha un diametro di 13 metri, la distanza regolamentare che consente a un cavallo di correre al galoppo all'estremità di un guinzaglio.

## Missioni e programmazione
Oggi, il Cirque Jules-Verne è un Polo circense nazionale etichettato EPCC la cui vocazione principale è promuovere il circo in tutte le sue forme; dal circo tradizionale ai circhi contemporanei, aprendosi ad altre forme artistiche.
Dal 2003 il Circo propone ogni anno un'intera stagione di arti circensi.
Come parte della sua programmazione, ospita regolarmente anche altri spettacoli dal vivo, concerti e altro.

## Architettura
Émile Ricquier progettò per la prima volta un edificio in stile regionalista basato sullo stile architettonico di Amiens della seconda metà del XIX secolo, con mattoni e con le strutture metalliche a vista specifiche del suo apprendistato con Gustave Eiffel. Charles Garnier, allora relatore del Consiglio generale degli edifici civili, non era soddisfatto del progetto e chiese un rivestimento per dare una sensazione di pietra all'edificio. L'architetto di Amiens rivide poi i suoi progetti e fece ricorso a un'ispirazione più parigina e più accademica, vale a dire a uno stile neoclassico, eclettico e storicizzante. L'architetto dell'Opera di Parigi fu dunque all'origine del progetto definitivo.

### L'esterno dell'edificio

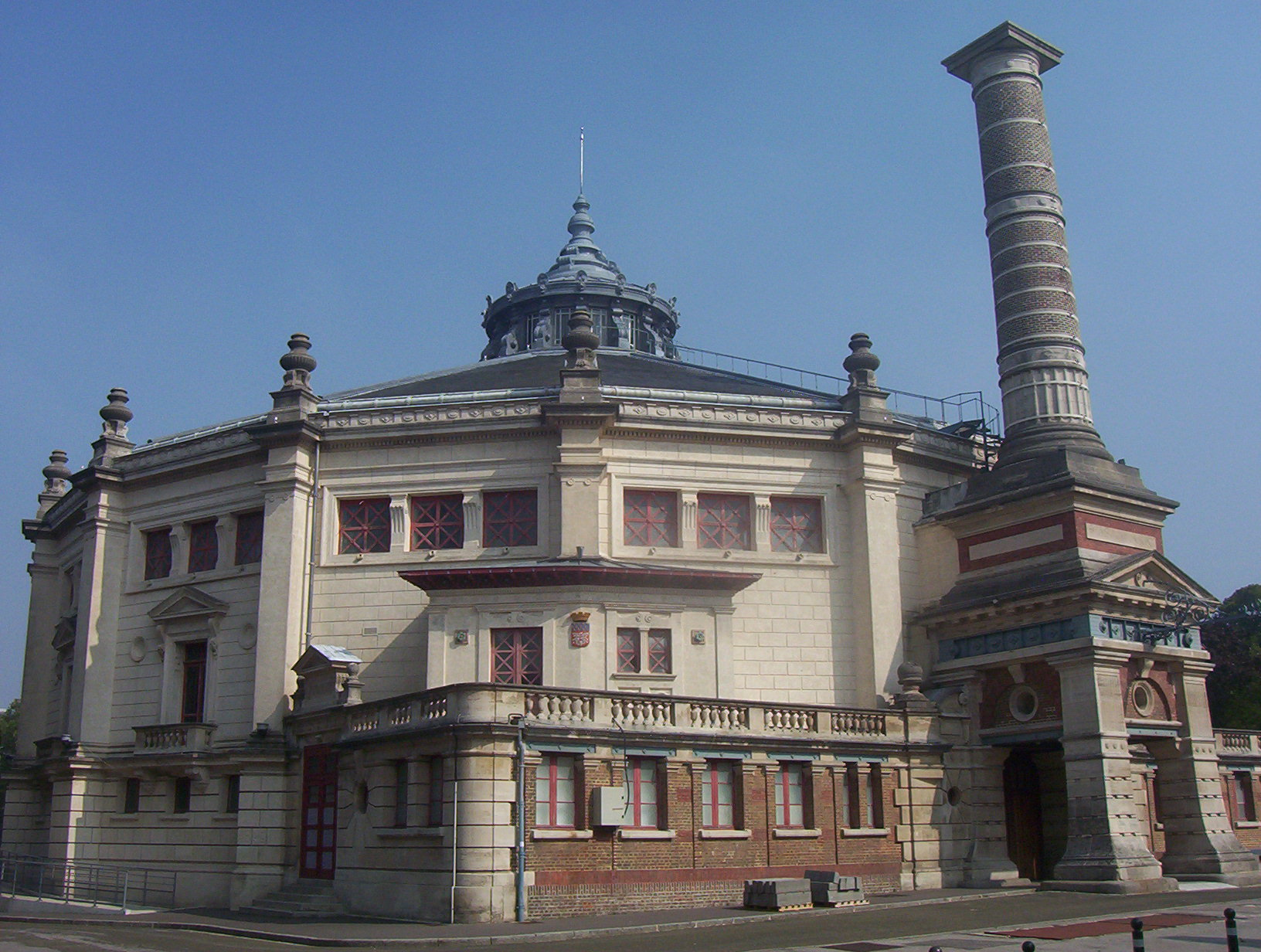
Il retro del circo

La pianta è costituita da un poligono di 16 lati, di 44 metri di diametro e 150 metri di circonferenza, centrato su una pista circolare. Si ispira al modello fornito da Jacques Ignace Hittorff al Summer Circus.
Non ci sono edifici funzionali adiacenti, come palchi degli artisti, scuderie, sellerie, negozi di accessori. Émile Ricquier li integrò nel pianterreno del circo, sotto l'anfiteatro.
La facciata principale è scandita da un portico d'ingresso, decorato con l'iscrizione: CIRQUE MUNICIPAL a caratteri dorati su fondo in pietra bianca. Ai lati, due padiglioni bassi, coperti a terrazza, ospitano 2 ristoranti.
L'elevazione del tamburo della cupola è costituita da due livelli di finestre montate su un alto basamento con bugne. Il ritmo è dato dai contrafforti del poligono, il tutto sormontato da un vaso traforato per la ventilazione. Sopra si eleva il tetto, le cui 16 pendenze convergono verso un lucernario che fornisce l'illuminazione dall'alto.
In fondo, sul lato del quartiere Henriville, l'ingresso degli artisti è previsto sotto il camino che forma un portico. La data dell'inaugurazione è scritta in numeri romani alla base di questo camino in mattoni: 1889.

### L'interno dell'edificio
Al momento della sua costruzione, la modernità del circo di Amiens risiedeva principalmente nelle soluzioni innovative apportate ai vari problemi tecnici. Così, per integrare il camino della macchina a vapore, l'architetto fece riferimento alla Halle au Blé di Parigi, dove una colonna era attaccata a un edificio circolare. Per rispondere alla versatilità dell'edificio, sostituì la tradizionale piattaforma orchestrale con un supporto dotato di un meccanismo che consentiva di trasformare parte delle gradinate in un palcoscenico temporaneo. Inoltre, creò un volume interno in un unico pezzo, senza fastidiosi appoggi per il pubblico, grazie ad una cornice intestata dai contrafforti esterni. Sedici travi metalliche, sostenute da mensole e collegate da puntoni, convergevano ad un'altezza di 26 metri intorno al lucernario. Al legno del sistema Hittorff, Émile Ricquier sostituì il ferro, che lasciò a vista. Da vero amante di questo materiale, utilizzò i rinforzi strutturali per trarre dal loro disegno, che era insieme radiale e concentrico, tutte le figure e i ritmi decorativi dell'intelaiatura.
La decorazione interna del Cirque d'Amiens si è leggermente evoluta nel corso del tempo. Decoratori del XIX secolo, fedeli ai principi dell'eclettismo, optarono risolutamente per lo stile pompeiano. Sulle pareti a fondo rosso antico, ornate da ghirlande che mettevano in risalto le finestre, tracciarono un fregio policromo in cui si alternavano teste di uomini e di donne. I diamanti e i riquadri disegnati dai puntoni del soffitto e orlati da un filo d'oro, erano seminati di arabeschi, fiori e rosoni. Nell'androne e nei corridoi di accesso alla scalinata si moltiplicavano i finti marmi, gli stucchi e i mosaici. Di questo antico stato rimangono alcune tracce sotto l'attuale decorazione.

## Accesso
Il Cirque Jules-Verne si trova in Place Longueville, vicino al centro città e a meno di 15 minutes a piedi dalla stazione ferroviaria di Amiens.